# 파트마 게드리
파트마 게디르 그즈 게드리(아제르바이잔어: Fatma Qədir qızı Qədri, 러시아어: Фатьма Кадыровна Кадри 파티마 카디로브나 카드리[*], 1907년 4월 1일 오데사 ~ 1968년 2월 29일 바쿠)는 아제르바이잔의 배우이다.
1926년 바쿠 연극 학교를 졸업했으며 1932년부터 1935년까지 바쿠 러시아 극장 소속 배우로 활동했다. 1935년부터 1958년까지 아제르바이잔 국립극장 소속 배우로 활동했고 1943년에는 아제르바이잔 인민예술가 칭호를 받았다.